# 予襲復讐
『予襲復讐』（よしゅうふくしゅう）は、日本のロックバンド・マキシマム ザ ホルモンの5枚目のフルアルバム。2013年7月31日にVAPより発売された。

## 概要
前作『ぶっ生き返す』より6年ぶりとなるアルバム。
アルバム発売の発表については、2013年6月1日から6月2日の2日間にわたり放送された、ニコニコ生放送の特集番組『マキシマム ザ ホルモン生出演『6年ぶりの「アレ」お披露目会!』』にて発表されることが示唆されたが、実際に発表されたのは6年ぶりに事務所より発見されたグッズのプレゼントの詳細であった。その特集の終了直後から、「真の6年ぶりの『アレ』」として新曲「え・い・り・あ・ん」のPVの視聴が開始され、その動画の最後に本作の発売が告知された。アルバムの詳細についてはPVの視聴期間終了と同時に発表された。
本作は全15曲収録と、バンド史上最多の楽曲収録数である。前作までと異なり、シングル曲のほとんどがアルバムバージョンでの収録となっている。初回特典等はないが、全156ページに及ぶ「予襲復讐」解説本付き特別パッケージとなっており、マキシマムザ亮君の脚本・製作総指揮によるマンガ5作品や、マキシマムザ亮君による対談式全15曲楽曲解説が収録されている。
裏ジャケットイラストはアルバム恒例の漫☆画太郎の描き下ろし。今作を店頭で購入する際に裏ジャケットを店員に見えるようにしてレジに出すと、先着特典として「漫☆画太郎 ババアステッカー」がもらえる店頭企画が行われた。値段は￥2,889（"ツバ吐き"価格）。
また本作はメンバーの意向により、配信・レンタル全面禁止の措置がとられている。例外として、DAMとJOYSOUNDでのカラオケ配信が原曲のまま行われている。

## 記録
オリコンチャートでは初登場1位を獲得。アルバムの首位獲得は初で、前作「ぶっ生き返す」で記録した過去最高の5位を更新し、初週売上も前作の7.1万枚を2倍以上も上回る15.7万枚で、自己最高を記録した。シングル、アルバムを通じての首位は、シングル「グレイテスト・ザ・ヒッツ 2011〜2011」に続き、通算2作目となった。
2013年8月19日付のチャートでも1位を獲得し、2週連続で首位となった。アルバム2週連続1位は、B'zのベストアルバム『B'z The Best XXV 1988-1998』が2013年6月24日・7月1日付で記録して以来で、バンドにとってはデビュー以来初。シングル・アルバムを通じると、シングル「グレイテスト・ザ・ヒッツ 2011〜2011」に続き、2度目となる。
更に2013年8月26日付のチャートでも1位を獲得し、3週連続で首位となった。男女グループ、ソロを通じてアルバム3週連続首位は、桑田佳祐のベストアルバム『I LOVE YOU -now & forever-』（2012年7月30日 - 8月13日付）以来1年ぶり。ロックバンドのオリジナルアルバムとしては、レミオロメンの『HORIZON』（2006年5月29日 - 6月12日付）以来7年2ヶ月ぶりの快挙となった。また、発売3週目での累積売上20万枚突破は自己最速で、前作「ぶっ生き返す」が25週目で突破した記録を大幅に更新した。 
第6回CDショップ大賞にて、大賞を受賞した。

## 収録曲
| 全作詞・作曲: マキシマムザ亮君（特記以外）、全編曲: マキシマム ザ ホルモン。 |                                                          |                              |                              |      |
| #                                                                            | タイトル                                                 | 作詞                         | 作曲・編曲                   | 時間 |
| 1.                                                                           | 「予襲復讐」                                             | マキシマムザ亮君（特記以外） | マキシマムザ亮君（特記以外） | 5:13 |
| 2.                                                                           | 「鬱くしきOP 〜月の爆撃機〜」(作詞・作曲: 甲本ヒロト)    | マキシマムザ亮君（特記以外） | マキシマムザ亮君（特記以外） | 0:31 |
| 3.                                                                           | 「鬱くしき人々のうた」                                   | マキシマムザ亮君（特記以外） | マキシマムザ亮君（特記以外） | 4:38 |
| 4.                                                                           | 「便所サンダルダンス」                                   | マキシマムザ亮君（特記以外） | マキシマムザ亮君（特記以外） | 4:03 |
| 5.                                                                           | 「中2 ザ ビーム」                                        | マキシマムザ亮君（特記以外） | マキシマムザ亮君（特記以外） | 4:01 |
| 6.                                                                           | 「「F」」                                                | マキシマムザ亮君（特記以外） | マキシマムザ亮君（特記以外） | 4:07 |
| 7.                                                                           | 「爪爪爪」                                               | マキシマムザ亮君（特記以外） | マキシマムザ亮君（特記以外） | 4:35 |
| 8.                                                                           | 「ロックお礼参り 〜3コードでおまえフルボッコ〜」         | マキシマムザ亮君（特記以外） | マキシマムザ亮君（特記以外） | 2:19 |
| 9.                                                                           | 「アンビリーバボー! 〜スヲミンツ ホケレイロ ミフエホ〜」 | マキシマムザ亮君（特記以外） | マキシマムザ亮君（特記以外） | 3:35 |
| 10.                                                                          | 「え・い・り・あ・ん」                                   | マキシマムザ亮君（特記以外） | マキシマムザ亮君（特記以外） | 4:46 |
| 11.                                                                          | 「my girl」                                              | マキシマムザ亮君（特記以外） | マキシマムザ亮君（特記以外） | 4:02 |
| 12.                                                                          | 「メス豚のケツにビンタ (キックも)」                      | マキシマムザ亮君（特記以外） | マキシマムザ亮君（特記以外） | 2:41 |
| 13.                                                                          | 「ビューティー殺シアム」                                 | マキシマムザ亮君（特記以外） | マキシマムザ亮君（特記以外） | 5:22 |
| 14.                                                                          | 「maximum the hormone」                                  | マキシマムザ亮君（特記以外） | マキシマムザ亮君（特記以外） | 4:55 |
| 15.                                                                          | 「恋のスペルマ」                                         | マキシマムザ亮君（特記以外） | マキシマムザ亮君（特記以外） | 5:37 |
| 16.                                                                          | 「Secret track」                                         | マキシマムザ亮君（特記以外） | マキシマムザ亮君（特記以外） | 0:36 |
| 合計時間:                                                                    | 合計時間:                                                | 61:01                        |                              |      |

### 曲解説
1. 予襲復讐
タイトルトラック。ミュージック・ビデオが制作されており、2013年7月26日から無期限で公開された[9][注 2]。
2014年に行われた「太・太・太 2014～東北ライブハウス大作戦ツアー～」を最後にライブでの演奏は封印されている[10]。
2. 鬱くしきOP 〜月の爆撃機〜
次曲への繋ぎの役割をもつSE。曲はTHE BLUE HEARTSの「月の爆撃機」[注 3]のカバーであり、カバー楽曲の収録は6thシングル「ざわ…ざわ…ざ‥ざわ……ざわ」以来となる。
3. 鬱くしき人々のうた
9thシングル「グレイテスト・ザ・ヒッツ 2011〜2011」収録。
4. 便所サンダルダンス
日本クラフトフーズ「Stride」CMソング（イントロのみ）。
映画『キック・アス/ジャスティス・フォーエバー』応援テーマソングで、日本公開における予告編のBGMとして使用された[11]。
マキシマムザ亮君が愛用するV.I.Cニシベケミカル製の便所サンダルについて歌われている。2013年9月6日には、ヴィレッジヴァンガードとのコラボレーションで、このV.I.Cサンダルにマキシマム ザ ホルモンのロゴが入った「マキシマムザ便サン」と「ヌッチェの亡骸Tシャツ」のセットが数量限定で発売された[注 4]。
「グレイテスト・ザ・ヒッツ 2011〜2011」の制作時にレコーディングされたが収録されず、本作で初出となった[12]。
5. 中2 ザ ビーム
6. 「F」
8thシングル「爪爪爪/「F」」収録曲。アルバムバージョンであり、ミックスの変更はないが、イントロのカウントがカットされている。漫画『ドラゴンボール』の原作者の鳥山明が、自身の娘と一緒にマキシマム ザ ホルモンのライブに足を運んでくれたことに対する亮君の喜びがアルバムのブックレットに綴られている。
7. 爪爪爪
8thシングル「爪爪爪/「F」」収録曲。本作ではアルバムバージョンとなっており、曲の一部に2009年4月28日に東京JCBホールで行われた『“爪爪爪 出張 裏 FINAL”TOUR〜上原太デブちゃうやん！〜 -SECRET-』という新聞以外一切告知無しのライブの音源が使用されている。理由としてマキシマムザ亮君は「このライブをやったことすら知らない奴が居るから」としている。
8. ロックお礼参り 〜3コードでおまえフルボッコ〜 (2:19)
9. アンビリーバボー! 〜スヲミンツ ホケレイロ ミフエホ〜
サブタイトルの「スヲミンツホケレイロミフエホ」とは、ファミリーコンピュータ用ゲーム『コナミワイワイワールド』において、使用するとすべてのキャラクターが使用可能となる[注 5]パスワードのことである。
10. え・い・り・あ・ん
本作発売に先駆けPVが公開された。PVはサジェスト機能（予測変換）を用い、マキシマムザ亮君が考えた数十個に及ぶ予測変換ワードの中から「当たり」サイトを探すという企画であった[13]。
11. my girl
9thシングル「グレイテスト・ザ・ヒッツ 2011〜2011」収録のアルバムバージョンであり、ミックス等に変化はないが、アウトロのMCがカットされている。
12. メス豚のケツにビンタ (キックも)
13. ビューティー殺シアム
14. maximum the hormone
9thシングル「グレイテスト・ザ・ヒッツ 2011〜2011」収録曲のアルバムバージョン。PVに近い形になっており、観客の声が追加されている。
15. 恋のスペルマ
16. [Secret track]